# احمد سعادتمند
احمد سعادتمند مدیر ورزشی ایرانی و مدیرعامل سابق باشگاه فوتبال نساجی مازندران و باشگاه فوتبال استقلال تهران است.

## پیشینه
سعادتمند از ۱۳۸۷ وارد عرصه مدیریت ورزشی در ایران شد. وی سابقه حضور در ریاست هیئت کوهنوردی استان مازندران در ۱۳۸۷ و مدیرعاملی باشگاه فوتبال نساجی مازندران از ۱۳۹۰ تا ۱۳۹۱ را دارد. سعادتمند در ۱۳۹۱ مدیر ورزش و جوانان استان مازندران شد. در کارنامه وی حضور در تیم والیبال بانک سرمایه به عنوان مدیرعامل نیز دیده می‌شود. 

## حضور در استقلال
در بهمن ۱۳۹۷ سعادتمند به عنوان عضو جدید هیئت مدیره استقلال برگزیده شد. وی سپس به ریاست هیئت مدیره استقلال نیز رسید اما تنها ۴ ماه بعد از حضور در این پست در خرداد ۱۳۹۸ از سمتش استعفا داد. سال بعد و در ۱۱ فروردین ۱۳۹۹ در پی استعفای علی فتح‌الله‌زاده از سمت سرپرستی استقلال سعادتمند به عنوان مدیر جدید استقلال منصوب شد. در ۹ مهر ۱۳۹۹ هیئت مدیره استقلال سعادتمند را از سمتش بر کنار کرد.